# Картье-Брессон, Анри
Анри́ Картье́-Брессо́н (фр. Henri Cartier-Bresson; 22 августа 1908 — 3 августа 2004) — французский фотограф, мастер реалистичной фотографии XX века, фотохудожник, отец фоторепортажа и фотожурналистики, представитель документальной фотографии.

## Биография

### Происхождение фамилии и имени
Матерью Анри была Марта Ле Вердьер (девичья фамилия), а отцом — Андре Картье-Брессон.
Двойная фамилия отца, «Картье-Брессон», впервые зарегистрированная в 1901 году, получилась соединением фамилии крестьян Картье, родом из департамента Уаза, и фамилии промышленников Брессон, производителей хлопковой нити.
Взаимоотношения начались, когда городская семья Брессонов поручила уход за своими детьми членам сельской семьи Картье. Позже два сына Картье (одного из них звали Андре) поступили учениками к Брессону — и, в конце концов, женившись на дочерях своего шефа, вошли в долю предприятия. Совместный бизнес двух семей процветал, и имя «Картье-Брессон» стало в начале XX века во Франции очень известной маркой хлопчатых ниток.
22 августа 1908 года у Марты и Андре Картье-Брессонов рождается первенец. В память о дедушке с отцовской стороны — Анри Картье, мальчику (старшему из пяти детей) дали имя Анри.

### Художественное образование
Картье-Брессон с детства интересовался живописью. В декабре 1913 года Анри познакомился со своим дядей Луи, художником, который ввёл его в мир искусства. К сожалению, дядя умер в 1915 году, но Анри продолжал следовать его советам. Он учился в ателье художника Андре Лота. Своим выдающимся мастерством фотографа Картье-Брессон во многом обязан образованию в качестве художника и графика.

### Путешествие и увлечение фотографией
В 1930 году, после начала обучения живописи и графике, он отправился в путешествие в Африку. Вернувшись во Францию в 1932 году, он решил посвятить себя фотографии. Глубокое впечатление на него произвели снимки, сделанные Эженом Атже и Андре Кертесом. Но более всего к занятию фотографией его подтолкнул снимок Мартина Мункачи известный как «Либерия», сделанный  в 1929-м или 1930 году и опубликованной в 1931 году в художественном журнале «Графика и ремесла» (фр. Arts et Métiers Graphiques). Кадр запечатлел троих чернокожих подростков, голышом бросающихся в волны озера Танганьики (Танзания). Он высоко оценил художественные качества этой фотографии и восхищенно писал: «О! Это можно сделать при помощи фотоаппарата!!» По его словам, только она оказала на него огромное влияние и стала определяющей в его жизни. Увидев её он решает сосредоточиться на фотографии, так как этот кадр помог ему осознать, «что фотография может зафиксировать вечность в одно мгновение». В том же году в Марселе он приобрёл новинку тогдашнего рынка, фотоаппарат фирмы Leica — лёгкую малоформатную камеру, позволившую наконец ему достичь необходимого мастерства в той фотографии, к которой он имел склонность.

### Вторая мировая война
В начале Второй мировой войны Картье-Брессон служил капралом во французской армии. После поражения французских войск в 1940 году он попал в плен, но бежал и вступил в движение Сопротивления.

### Основание «Магнум фото», выставки и книги
В 1947 году Картье-Брессон со своими коллегами Робертом Капой, Дэвидом Сеймуром, Джорджем Роджером (англ.), Марией Айснер (англ.), Биллом Вандивартом и Ритой Андиверт основывает содружество фотожурналистов — агентство «Магнум фото» (Magnum Photos). После чего он посетил Индию, Пакистан, Бирму, Китай, Индонезию, Мексику, Японию, Кубу, Канаду, а также СССР.
В 1954 году стал первым зарубежным фотографом, посетившим СССР после смерти Сталина.
В 1954 году Лувр организовал свою первую выставку фотографий, и это были работы Картье-Брессона. Его работы выставлялись в самых известных галереях и музеях мира. Издано множество книг, в которых опубликованы его фотографии, в основном сопровождаемые анализом их художественных достоинств.
В 1966 году покинул агентство и поселился в горах Прованса, где увлёкся рисованием альпийских ландшафтов.
Умер 3 августа 2004 года в Монжюстене (Альпы Верхнего Прованса, Франция).

### Семейная жизнь
Женат Анри Картье-Брессон был дважды:
- с 1937 по 1967 годы на Ратне Мохини, танцовщице, приехавшей из Джакарты
- с 1970 года на фотографе Мартине Франк (англ.), которая родила ему дочь Мелани.

## Особенности метода
Методы работы Анри Картье-Брессона получили особую известность в мире фотографии. Например, он был известен своим стремлением оставаться «невидимым» для людей, которых снимал. Бликующие металлические части фотоаппарата он заклеивал чёрной изолентой, чтобы они не блестели. Существует легенда, что он всегда делал законченный снимок в момент съёмки, никогда не изменял, не кадрировал сделанную фотографию. Она ошибочна и опровергнута несколькими тестовыми отпечатками, значительные части которых заштрихованы для последующей перекадровки. Брессон никогда не печатал и не проявлял плёнку самостоятельно. Во многих источниках упоминается, что он принципиально снимал только объективом с «нормальным» фокусным расстоянием (не «телевиком»), что вынуждало его близко подходить к фотографируемому объекту и вступать с ним в непосредственный контакт. Также он известен тем, что старался снимать любую сцену в момент достижения наивысшего эмоционального напряжения, сопряжённого с его ощущением изобразительной формы, которое он называл «решающим моментом», широко известное выражение в фотографическом мире, которое для Картье-Бресснона означало
моментальное распознавание, в долю секунды, значимости происходящего и одновременно точной организации форм, что придают этому событию соответствующую ему экспрессию
Об отношениях Картье-Брессона со временем Линкольн Кирштейн, писатель и специалист в области культуры и искусства, говорил, что Картье-Брессон
постоянно боксировал со временем, время было одновременно противником и товарищем … чтобы быть пораженным и нокаутированным; они танцуют вокруг мгновения, ожидая открытия, чтобы зафиксировать его, остановить, победить
Для так называемого решающего момента, кроме большой чувствительности и понимания природы человека, которыми обладал Анри Картье-Брессон, требуется работа с художественной формой, с внутрикадровым пространством, умение создавать визуальные метафоры и т. д. В 1952-м году словосочетание решающий момент сделалось названием его книги.

## Некоторые наиболее известные запечатлённые личности
Он фотографировал как простых людей, так и весьма именитых персон и значительные события XX века. Вот только некоторые известные личности, которых он запечатлел: Ирен и Фредерик Жолио-Кюри (1944), Анри Матисс (1944), Альбер Камю (1944), Поль Валери (1946), Уильям Фолкнер (1947), Трумен Капоте (1947), Хоан Миро (1953), Шри Ауробиндо (1950), Жан Ренуар (1960), Андре Бретон (1961), Мэрилин Монро (1961), Ролан Барт (1963), Коко Шанель (1964), Жан-Поль Сартр, Эзра Паунд (1970), Луи Арагон (1971).

## Работы в музейных коллекциях мира: список музеев
Право приобрести и напечатать «Основную коллекцию» работ было предоставлено 385 печатным изданиям, выбранным Анри Картье-Брессоном в 1979 году. Сейчас работы Анри Картье-Брессона находятся в коллекциях музеев во всём мире:
- Bibliothèque Nationale de France, Париж, Франция.
- De Menil Collection, Хьюстон, Техас, США.
- University of Fine Arts, Осака, Япония.
- Victoria and Albert Museum, Лондон, Великобритания.
- Maison Européenne de la Photographie, Париж, Франция.
- Musée Carnavalet, Париж, Франция.
- Museum of Modern Art, Нью-Йорк, США.
- The Art Institute of Chicago, Чикаго, США.
- The Getty Museum, Лос Анджелес, США.
- International Centre of Photography, Нью-Йорк, США.
- The Philadelphia Art Institute, Филадельфия, США.
- The Museum of Fine Arts, Хьюстон, США.
- Kahitsukan Kyoto Museum of Contemporary Art, Киото, Япония.
- Museum of Modern Art, Тель-Авив, Израиль.
- Stockholm Modern Museet, Стокгольм, Швеция.